# Monopeltis guentheri
Monopeltis guentheri — вид плазунів з родини амфісбенових (Amphisbaenidae). Мешкає в Центральній Африці. Вид названий на честь британського зоолога Альберта Гюнтера.

## Поширення і екологія
Monopeltis guentheri мешкають в басейні річки Конго на території Демократичної Республіки Конго та Республіки Конго, моджливо, також в Анголі (Кабінда). Вони живуть у вологих тропічних лісах та у вологих саванах, на висоті від 314 до 700 м над рівнем моря.